# Zahîr ad-Dawla Vushmagîr
Zahîr ad-Dawla Vushmagîr ben Ziyâr est le deuxième émir de la dynastie persane des Ziyarides, installée à Gorgan au bord de la mer Caspienne. Il succède à son frère aîné Mardâvîj ben Ziyâr assassiné en 935. Il règne jusqu'à sa mort accidentelle en 967. Son fils aîné Bîsutûn lui succède malgré les contestations du cadet Qâbûs.

## Biographie
En janvier 935, Mardâvîj ben Ziyâr est assassiné dans son bain par deux de ses mercenaires turcs qui s'enfuient vers Bagdad ou rejoignent le Bouyide Hasan. La mort de Mardâvij provoque la chute du royaume ziayride et la plus grande partie de ce royaume tombe aux mains des Bouyides. Vushmagîr, le frère cadet de Mardâvîj lui succède à Ray. Les troupes originaires du Daylam et du Gilan lui restent fidèles.
Les Bouyides, qui étaient au service de Mardâvîj, voient leur position se renforcer par l'apport des mercenaires turcs qui les ont rejoints. Ils prennent le dessus en Iran central et méridional. Les trois frères bouyides se partagent le territoire : l'ainé `Alî se réserve le Fars, Hasan occupe l'essentiel des provinces d'Hamadan et d'Ispahan, et le plus jeune Ahmad se réserve de prendre le Kerman et le Khuzestân. Toute la partie ouest de l'Iran est aux mains des Bouyides.
En 936, les Samanides et les Daylamites commandés par Makan s'emparent du Tabaristan, tandis que Vushmagîr prend le Gorgân aux Samanides. Néanmoins, Vushmagîr décide de reconnaître la suzeraineté des Samanides et il rend le Gorgân à Makan.
En 938, Vushmagîr attaque le Bouyide Hasan auquel il reprend Ispahan.
En 939, le gouverneur samanide Abû `Alî Chaghanî ibn Muhtaj attaque le Gorgân. Vushmagîr envoie une aide à Makan. Après un long siège de la capitale, Ibn Muhtaj prend le Gorgân. Une bataille s'engage entre Vushmagîr et Ibn Muhtaj aux environs de Ray. C'est une défaite pour Vushmagîr et Makan est tué au cours de la bataille. Vushmagîr quitte le Tabaristan et doit faire face à la révolte de son gouverneur de Sari, un cousin de Makan qui considère que Vushmagîr est responsable de sa mort. Vushmagîr mate cette révolte, mais le rebelle appelle à son aide Ibn Muhtaj qui contraint Vushmagîr à reconnaître leur suzeraineté.
En 940, le Bouyide Hasan profite de l'affaiblissement de Vushmagîr pour s'emparer d'Ispahan.
Ibn Muhtaj part pour devenir gouverneur samanide du Khorasan, Vushmagîr reprend le contrôle de Ray.
En 943, Vushmagîr perd définitivement Ray au profit du Bouyide Hasan qui lui prend aussi le Gorgân. Vushmagîr s’enfuit dans les montagnes de l’est du Tabaristan et trouve refuge chez les Bawandides puis à la cour du Samanide Hamid Nuh Ier.
En 945, Mu`izz ad-Dawla Ahmad prend Bagdad. Le calife Al-Mustakfi attribue aux trois frères des surnoms arabes honorifiques. `Alî reçoit le surnom de « `Imâd ad-Dawla» (Pilier de l'empire ), Hassan devient « Rukn ad-Dawla » (Soutien de l'empire) et le conquérant de Bagdad, Ahmad est surnommé « Mu`izz ad-Dawla » (Réconfort de l'empire), et reçoit aussi le titre « d'émir des émirs ». Malgré ce titre c'est `Alî `Imâd ad-Dawla qui garde la prééminence sur ses deux frères en revendiquant pour lui-même le titre d'aîné des émirs. Rukn ad-Dawla Hasan est expulsé de Ray par Ibn Muhtaj gouverneur samanide du Khorasan. Vushmagîr prend le Gorgân avec l’aide des Samanides mais il ne parvient pas à maintenir son pouvoir sur la région.
En 948, Rukn ad-Dawla Hasan peut revenir à Ray et même étendre son domaine en annexant le Gorgân et le Tabaristan aux dépens de Vushmagîr. Le Tabaristan et le Gorgân vont encore changer de mains plusieurs fois jusqu’en 955.
En 955, un traité de paix est signé entre les Samanides et Rukn ad-Dawla Hasan qui s’engage à laisser Vushmagîr régner seul sur le Tabaristan.
En 958, Vushmagîr rompt la paix en occupant brièvement Ray qui est la capitale de Rukn ad-Dawla Hasan. Le Bouyide réagit en occupant temporairement le Gorgân en 960. Il contrôle même pendant peu de temps le Tabaristan et le Gorgân, en 962. Il semble avoir répété cette occupation des deux régions en 966, là encore pour peu de temps.

### La succession
Vushmagîr est tué par un sanglier au cours d'une partie de chasse le 7 décembre 967, il laisse deux fils Bîsutûn et Qâbûs. Le cadet, Qâbûs soutenu par les renforts Samanides, lui conteste le trône. Bîsutûn se met alors sous la protection du bouyide Rukn ad-Dawla Hasan qui le reconnaît comme souverain légitime du Gorgân et du Tabaristan, de Chalus et de Rûyân. L'armée Samanide se retire. Il reçoit le titre de Zahîr ad-Dawla (soutien de l'empire) de la part du calife abbasside Al-Muti. Qâbûs trouve un soutien du côté d'Al-Hasan ibn al-Fairuzan qui règne sur le Semnân. Bîsutûn parvient à conquérir le Gorgân et le Semnān forçant Qâbûs à abandonner ses prétentions.